# Mole
Der Ausdruck Mole bezeichnet eine als Damm in einen See, einen Fluss oder in das Meer ragende Aufschüttung, befestigt durch eine Stein- oder Betonkonstruktion.

## Zweck
Eine Mole dient zumeist als Wellenbrecher. Sie kann an der Außenseite eine Hafenmauer tragen und auf der geschützten Innenseite auch als Pier ausgebaut sein. Eine Mole kann mehrere hundert Meter weit in das Meer hinausragen und gerade oder gekrümmt gebaut sein.
Meist schützt eine Mole einen Hafen oder eine Kanaleinfahrt. Auf dem Molenkopf kann sich als Navigationshilfe ein Molenfeuer befinden.
Eine besonders lange Mole in Deutschland ist die 1889–1912 erbaute und 1937 verlängerte, heute 1450 Meter lange Ostmole in Sassnitz auf der Insel Rügen.
Seit 2014 ist der neue LNG-Hafen von Swinemünde auf der Insel Wolin mit der neuen 3 Kilometer langen Ostmole von der Ostsee und der  Zentralmole (ehemalige Ostmole) eingefasst.
Der mehr als 1000 Jahre alte Molo Vecchio in Genua ist 490 m lang und schützte nicht nur den Hafen vor Wellen, sondern auch die Stadt vor militärischen Angriffen.